# Barnard (Mondkrater)
Barnard ist ein Einschlagkrater am östlichen Rand der Mondvorderseite, nordwestlich des Mare Australe, südöstlich des großen Kraters Humboldt, an den er unmittelbar anschließt.
Der Kraterrand ist stark erodiert und wird im Süden von dem Nebenkrater Barnard A überlagert. Das Innere ist uneben.
| Buchstabe | Position           | Durchmesser | Link |
| --------- | ------------------ | ----------- | ---- |
| A         | 32,06° S, 85,11° O | 16 km       |      |
| D         | 31,38° S, 89,13° O | 52 km       |      |

Der Krater wurde 1964 von der IAU nach dem US-amerikanischen Astronomen Edward Barnard offiziell benannt.